# Chì(II) chloride
Chì(II) chloride (PbCl2) là một hợp chất vô cơ, chất rắn màu trắng trong điều kiện môi trường chuẩn. Nó hòa tan rất ít trong nước. Chì(II) chloride là một trong những chất thử chì quan trọng nhất. Nó cũng xuất hiện trong tự nhiên ở dạng khoáng cotunnit.

## Cấu trúc và tính chất
Trong PbCl2 rắn, mỗi ion chì được liên kết bởi 9 ion chloride nằm ở các đỉnh của lăng trụ tam giác và 3 nằm phía sau các tâm của mỗi mặt lăng trụ. 9 ion chloride không cách đều với nguyên tử chì trung tâm, 7 ở khoảng cách 280–309 pm và 2 ở khoảng cách 370 pm. PbCl2 tạo thành các tinh thể hình kim trực thoi màu trắng. Chì(II) chloride có nhiều trong nhiều nguồn dự trữ nước tự nhiên, nhưng nó không an toàn cho người tiêu dùng và phải được lọc bỏ.
Các phân tử PbCl2 bay hơi có cấu trúc uốn cong có góc Cl-Pb-Cl là 98° và mỗi khoảng cách liên kết Pb-Cl là 2,44 Å. PbCl2 như vậy được phát ra từ các động cơ đốt trong sử dụng các chất phụ gia etylen chloride-tetraetyl chì cho mục đích chống hỏa hoạn.
Độ tan của PbCl2 trong nước thấp (10,8 g/L ở 20 ℃) và với các mục đích thực tế thì nó được coi là không hòa tan. Hằng số hòa tan của nó Ksp=1,7×10-5. Nó là một trong bốn chloride không hòa tan phổ biến, ba chloride còn lại là bạc(I) chloride (AgCl) với Ksp = 1,8×10−10, đồng(I) chloride (CuCl) với Ksp = 1,72×10−7 và thủy ngân(I) chloride (Hg2Cl2) với Ksp = 1,3×10−18.

## Xuất hiện trong tự nhiên

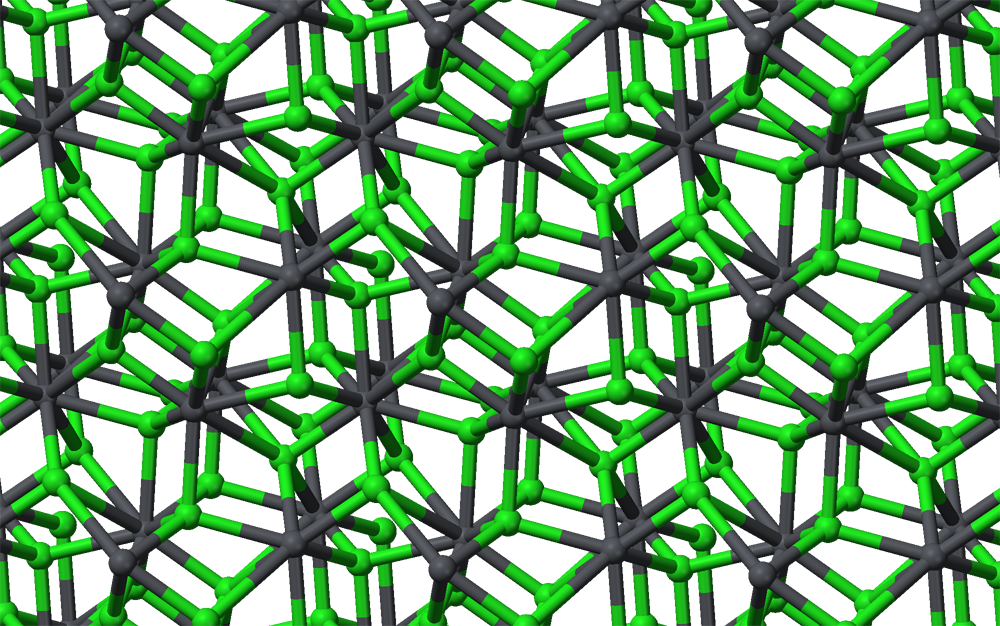
Cấu trúc tinh thể của cotunnit, PbCl_{2}

PbCl2 tìm thấy trong tự nhiên dưới dạng cotunnit khoáng. Nó không màu, trắng, vàng hoặc xanh lá cây với mật độ từ 5,3–5,8 g/cm³. Độ cứng trên thang Mohs là 1,5–2. Cấu trúc tinh thể là dipyramidal hình thái và nhóm điểm là 2 / m 2 / m 2 / m. Mỗi Pb có số phối hợp là 9. Cotunnit được tìm thấy gần núi lửa: Vesuvius, Italy; Tarapacá, Chi-lê; và Tolbachik...

## Điều chế
- Chì(II) chloride kết tủa khi thêm ion chloride (HCl, NaCl, KCl) vào dung dịch nước của các hợp chất chì(II) như Pb(NO3)2:

Pb(NO3)2 (dd) + 2NaCl (dd) → PbCl2(r) + 2NaNO3 (dd)
Pb(CH3COO)2 (dd) + 2HCl (dd) → PbCl2 (r) + 2CH3COOH (dd)
PbCO3 + 2HCl (dd) → PbCl2 (r) + CO2 (k) + H2O (l)
Pb(NO3)2 (dd) + 2HCl (dd) → PbCl2 (r) + 2HNO3 (dd)
- Cho chì(IV) oxit tác dụng với axit clohydric tạo ra chì(II) chloride và giải phóng khí clo:

PbO2 (r) + 4HCl → PbCl2↓ + Cl2↑ + 2H2O
- Cho chì(II) oxit tác dụng với axit clohidric tạo ra chì(II) chloride:

PbO (r) + 2HCl → PbCl2 (s) + H2O
- Điều chế trực tiếp từ chì và clo:

Pb + Cl2 → PbCl2

## Ứng dụng
PbCl2 được sử dụng trong tổng hợp chì(II) titanat (PbTiO3) và gốm sứ bari chì titanat bằng phản ứng thay thế cation:
xPbCl2 (l) + BaTiO3 (r) → Ba1 − xPbxTiO3 + xBaCl2
PbCl2 được sử dụng trong sản xuất kính truyền hồng ngoại, và kính trang trí được gọi là kính auren. Thủy tinh auren có bề mặt hình cầu được hình thành bằng cách phun PbCl2 và nóng lại trong điều kiện có kiểm soát. Chloride cô đặc (SnCl2) được sử dụng cho cùng một mục đích. Pb được sử dụng trong dịch vụ HCl mặc dù PbCl2 hình thành hòa tan một chút trong HCl. Bổ sung 6−25% antimon (Sb) làm tăng khả năng ăn mòn. Một chloride kiềm của chì, PbCl2·Pb(OH)2, được gọi là chì trắng của Pattinson và được sử dụng làm chất màu trong sơn trắng. Sơn chì bây giờ bị cấm như là một sự nguy hiểm sức khỏe ở nhiều quốc gia. PbCl2 là một chất trung gian trong tinh chế quặng bismuth (Bi). Quặng chứa Bi, Pb và Zn được xử lý đầu tiên bằng dung dịch caustic soda để loại bỏ các vết tích của các phần tử axit như asenic và telu. Sau đó là quá trình loại bỏ Ag để loại bỏ bạc, vàng. Quặng bây giờ chứa Bi, Pb, và Zn. Nó được xử lý với khí Cl2 ở 500 ℃. ZnCl2 hình thành đầu tiên và được loại bỏ. Sau đó PbCl2 hình thành và được loại bỏ ra khỏi Bi tinh khiết. BiCl3 sẽ hình thành cuối cùng.

## Hợp chất khác
PbCl2 còn tạo một số hợp chất với CS(NH2)2, như PbCl2·2CS(NH2)2 là tinh thể không màu, các hằng số a = 2,12 nm, b = 0,406 nm, c = 1,202 nm, α = 90°, β = 90°, γ = 90°, d = 2,76 g/cm³.
PbCl2 còn tạo một số hợp chất với CSe(NH2)2, như PbCl2·2CSe(NH2)2 là tinh thể màu vàng, không tan trong nước, nhưng tan trong DMSO và DMF.